# Berliner Zeitung
Die Berliner Zeitung ist eine Tageszeitung und ein Onlinemedium aus Berlin. Sie wurde 1945 gegründet und erscheint im Berliner Verlag, der seit 2019 dem Ehepaar Silke und Holger Friedrich gehört.

## Geschichte

### Gründung 1945
Die Berliner Zeitung ist die erste deutsche Tageszeitung, die nach dem Zweiten Weltkrieg gegründet wurde. Sie erschien erstmals am 21. Mai 1945 im zu dieser Zeit noch vollständig von der Roten Armee besetzten Berlin. Mit zunehmender Konfrontation im Kalten Krieg (wie der Berlin-Blockade) wurde die Verbreitung in den West-Sektoren immer stärker eingeschränkt, sodass sie von Herbst 1948 bis 1990 hauptsächlich in Ost-Berlin Verbreitung fand.
Die erste Ausgabe der Berliner Zeitung kostete 10 Pfennig, bestand aus vier Seiten und machte mit der Schlagzeile auf: Berlin lebt auf! Anfangs trug sie den Untertitel „Organ des Kommandos der Roten Armee“. Erster Chefredakteur war der sowjetische Oberst Alexander Kirsanow. Die Redaktion setzte sich aus sowjetischen Offizieren, ehemaligen Widerstandskämpfern und Mitgliedern der KPD zusammen. Später kamen auch andere Journalisten hinzu, die ihnen politisch weitgehend „unbelastet“ erschienen. Gedruckt wurde die Zeitung zunächst in einer kleinen Druckerei in der Urbanstraße in Berlin-Kreuzberg.

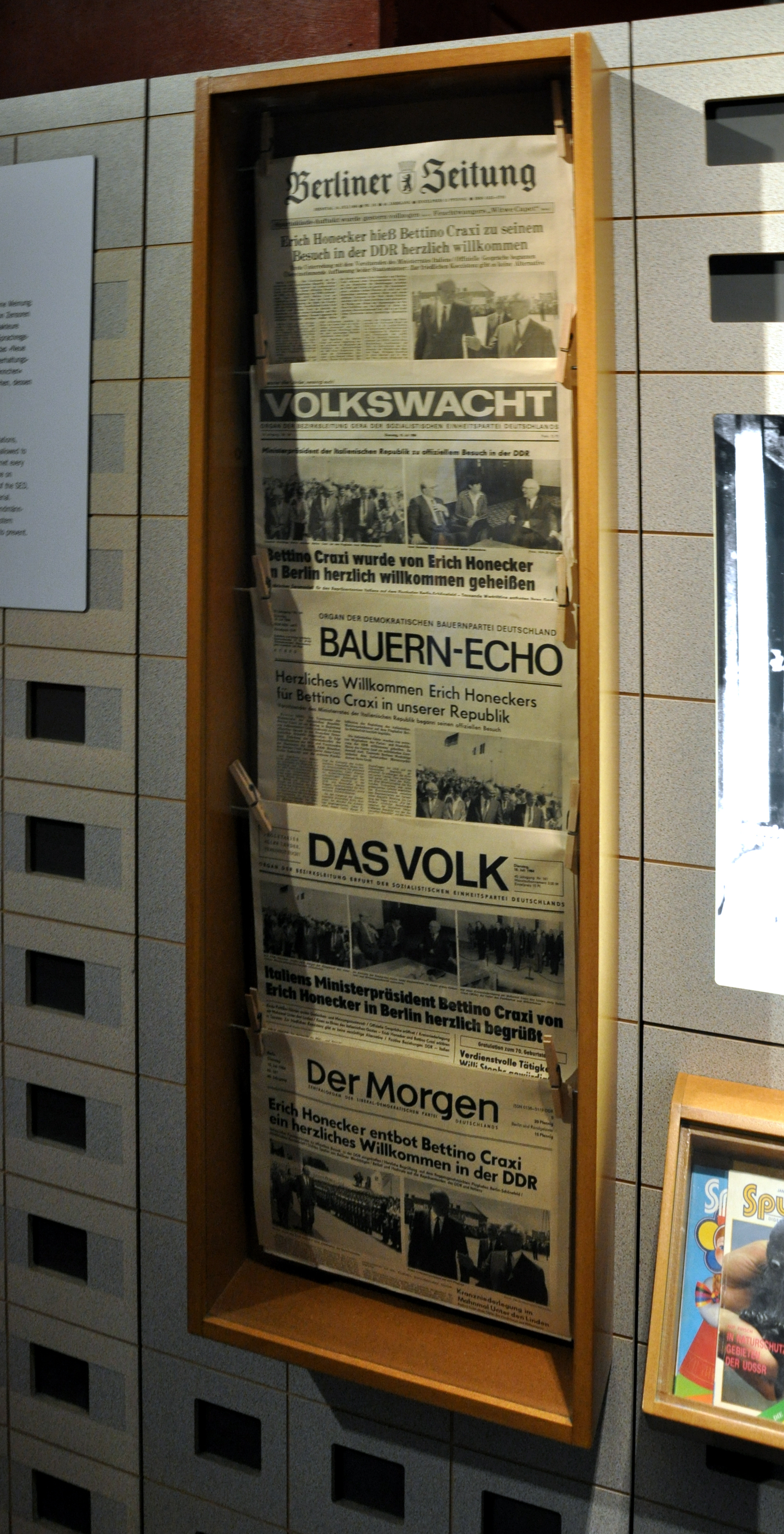
Ausgabe der Berliner Zeitung 1984 (Oben im Regal)

Im Juli 1945 ging die Herausgeberschaft auf den Magistrat der Stadt Berlin über. Die Chefredaktion übernahm Rudolf Herrnstadt (KPD), ein früherer Mitarbeiter des Berliner Tageblatts und ehemaliger Agent des sowjetischen Auslandsgeheimdienstes GRU. Auch Fritz Erpenbeck (KPD) war eine wichtige Persönlichkeit in der Gründungsphase. Beiden gelang es, für kurze Zeit auch Helmut Kindler für eine Mitarbeit zu gewinnen. Die Redaktion hatte ihren Sitz im sowjetischen Sektor, zunächst in einem verlassenen Haus in Berlin-Friedrichsfelde, später im Haus Lindenstraße 41 in Berlin-Mitte. Ab dem 2. August 1945 erhielt der Titel den Zusatz „Amtliches Organ des Magistrats von Berlin“.
Die antifaschistische, bald sozialistische Linie durchzog bereits die ersten Ausgaben, lange vor Gründung der SED und der DDR. So antwortete in einem Artikel vom 14. März 1946 ein Redaktionsmitglied „Th.“ auf eine Leserbriefschreiberin, die sich über die schlechte Versorgungslage in Berlin beklagte, sie möge, statt zu jammern, sich organisieren, zum Beispiel in einem „Frauenausschuß“ oder einer „antifaschistischen Partei“. Andererseits wurden bspw. bis Ende März 1949 in der Rubrik „Hier spricht Berlin“ auch die Rundfunkprogramme von RIAS Berlin und Nordwestdeutscher Rundfunk (NWDR) – Vorgänger u. a. des Sender Freies Berlin – abgedruckt.
Das Straßenradrennen „Rund um Berlin“ wurde auch als „Großer Preis der Berliner Zeitung“ ausgetragen.
1953 wurde die Berliner Zeitung dem Zentralkomitee der SED unterstellt. Die Tageszeitung der DDR-Hauptstadt, mit einer Auflage von über 345.000 Exemplaren täglich, firmierte nicht als Organ der SED-Bezirksleitung (Berlin galt als Bezirk) wie die 14 anderen Bezirkszeitungen der DDR, sondern der Berliner Verlag trat als Herausgeber auf; die Berichterstattung war teilweise etwas offener und kritischer. Dennoch war die Berliner Zeitung in der DDR-Zeit dem SED-Pressemonopol zuzurechnen. Seit 1973 hatte sie ihren Sitz im neuerbauten Haus des Berliner Verlages.
Die Leser der Berliner Zeitung sowie der einzigen DDR-Fernsehzeitung FF dabei wählten in verschiedenen Kategorien (Schauspiel, Moderator, Ansage, Unterhaltung u. a.) die ihrer Meinung nach beliebtesten Fernsehgesichter zum Fernsehliebling.
Das 70. Straßenrennen Rund um Berlin um den Großen Preis der Berliner Zeitung war gleichzeitig die 1. Etappe der 24. DDR-Rundfahrt.

### Gruner + Jahr 1992
Schon vor der deutschen Wiedervereinigung 1990 gingen der Berliner Verlag und damit die Berliner Zeitung sowie die BZ am Abend von der PDS an ein Joint Venture von Maxwell Communications und Gruner + Jahr. 1992 übernahm der Verlag Gruner + Jahr die Berliner Zeitung und versuchte mit hohem finanziellem Aufwand, die größte Zeitung Ost-Berlins in eine „Hauptstadtzeitung“ umzuwandeln. Erich Böhme, prominenter Herausgeber von 1990 bis 1994, formulierte den Anspruch, die Berliner Zeitung zur „deutschen Washington Post“ zu machen. Von 1996 bis 2001 war Dieter Schröder Herausgeber.

### Verlagsgruppe Georg von Holtzbrinck 2002
Nachdem Gruner + Jahr sich entschlossen hatte, aus dem Tageszeitungsgeschäft auszusteigen, übernahm die Verlagsgruppe Georg von Holtzbrinck Mitte 2002 für geschätzte 200–250 Mio. Euro den Berliner Verlag mit Berliner Zeitung, Berliner Kurier und Stadtblatt Tip. Im Dezember 2002 untersagte das Bundeskartellamt den Verkauf. Die Verlagsgruppe Holtzbrinck versuchte daraufhin, die Fusion über eine Ministererlaubnis durchzusetzen. Als die Chancen dafür jedoch im Zuge des Verfahrens schwanden, kündigten die Stuttgarter an, zur Entkräftung des Vorwurfs der Marktkonzentration den ihnen gehörenden „Tagesspiegel“ an den ehemaligen Holtzbrinck-Manager Pierre Gerckens zu verkaufen. Das Bundeskartellamt genehmigte zwar zunächst den Verkauf des Tagesspiegels an Gerckens, prüfte aber die Übernahme der Berliner Zeitung durch Holtzbrinck weiterhin. Im Dezember 2003 erteilte das Bundeskartellamt der Holtzbrinck-Gruppe wegen des Kaufs der Berliner Zeitung eine Abmahnung, im Februar 2004 untersagt es die Übernahme der Berliner Zeitung durch die Holtzbrinck-Gruppe erneut. Der Erwerb des Berliner Verlags hätte nach Einschätzung der Wettbewerbshüter zur Entstehung einer marktbeherrschenden Stellung von Holtzbrinck auf dem Lesermarkt für regionale Abonnement-Tageszeitungen in Berlin und dem dortigen Lesermarkt für Stadtillustrierte geführt. Die Anteile am „Tagesspiegel“, die von Holtzbrinck an Ex-Manager Pierre Gerckens veräußert werden sollten, seien Holtzbrinck zuzurechnen. Dagegen klagte das Unternehmen Holtzbrinck. Das Düsseldorfer Oberlandesgericht wies aber im Oktober 2004 die Beschwerde des Medienhauses gegen das Verbot des Bundeskartellamtes zurück. Die Position Gerckens sei die eines Treuhänders zu Gunsten von Holtzbrinck.

### BV Deutsche Zeitungsholding 2005

Logo seit 2008

Die Verlagsgruppe Holtzbrinck verkaufte daher im Herbst 2005 den Berliner Verlag für geschätzte 150 bis 180 Millionen Euro an die BV Deutsche Zeitungsholding. Die Übernahmepläne waren nach deren Bekanntgabe innerhalb des Verlages auf starke Kritik gestoßen, weil befürchtet wurde, dass zu hohe Renditeerwartungen des britischen Medienmanagers David Montgomery die journalistische Qualität der Zeitung beeinträchtigen könnten. Ebenfalls wurde kritisiert, dass Chefredakteur Josef Depenbrock gleichzeitig als Geschäftsführer fungierte. Mit dem Verkauf des Berliner Verlages war erstmals ein deutsches Zeitungshaus in den Besitz eines ausländischen Finanzinvestors gelangt.
Die Enttarnung von zwei Mitarbeitern der Berliner Zeitung als Stasi-IMs 2008 brachte das Blatt in die Schlagzeilen.

### DuMont 2009
Am 13. Januar 2009 teilte der Kölner Verlag M. DuMont Schauberg mit, dass er die Aktivitäten der Mecom Group in Deutschland inklusive der Berliner Zeitung übernehmen werde. Mecom erzielte nach eigenen Angaben für die gesamten Publikationen einen Verkaufspreis von 152 Millionen Euro. Im März 2009 wurde der Verkauf durch die Zustimmung der Mecom-Gesellschafter rechtskräftig. Gleichzeitig wurde bekannt, dass die DuMont-Gruppe 35 Prozent der Holding, deren Teil die Berliner Zeitung ist (PMB Presse- und Medienhaus Berlin, mit den Beteiligungen an der Berliner Zeitung, Berliner Kurier, Tip, Berliner Abendblatt, Hamburger Morgenpost und der Netzeitung) an den Kölner Heinen-Verlag (Helmut Heinen) weiterverkauft hat.
Im April 2010 gründete die Berliner Zeitung gemeinsam mit der Frankfurter Rundschau, dem Kölner Stadt-Anzeiger und der Mitteldeutschen Zeitung die DuMont Redaktionsgemeinschaft, die die Zeitungen mit überregionalen Inhalten belieferte. Ab August 2011 wurde der Mantelteil der Frankfurter Rundschau in Berlin produziert. Seit Juni 2013 wird er wieder in Frankfurt produziert. Zum 1. November 2016 wurde die Redaktion durch die Berliner Newsroom GmbH abgelöst, die als Dienstleister die Inhalte der Berliner Zeitung und des Berliner Kuriers erstellte. Im Anschluss mussten sich alle, auch langjährige (z. T. 25 Jahre) Mitarbeiter dort neu bewerben. Von den 160 ursprünglich Beschäftigten wurden darauf 85 nach Hause geschickt oder bekamen das – kurze – Angebot, in einer Transfergesellschaft zu arbeiten.
Von Oktober 2018 bis Januar 2020 bezog die Berliner Zeitung ihre überregionalen Inhalte vom RedaktionsNetzwerk Deutschland.

### Silke und Holger Friedrich 2019
Im Jahre 2019 verkaufte der Eigentümer DuMont die Zeitung an das Ehepaar Silke und Holger Friedrich, Eigentümer des E-Werk, Betreiber der Berlin Metropolitan School sowie der Technologieberatung Core. Gegenüber dem Spiegel äußerte das Paar, es plane keinen Eingriff in das redaktionelle Tagesgeschäft, avisierte jedoch einen wettbewerbsbejahenden, hierarchiefreien Führungsstil („Die bessere Idee gewinnt“), bei dem niemand „schuld ist, außer uns selbst“. Inhaltlich strebe man eine Profilstärkung „mit einer versachlichten, faktenbasierten Berichterstattung“ an, um „den politischen und gesellschaftlichen Diskurs für Berlin und aus Berlin“ zu bereichern. Dabei diene „ein komfortabler zweistelliger Millionenbetrag“ als Budgetgrundlage, zudem habe man die angeschlossene Druckerei für „einen siebenstelligen Betrag“ gekauft. Das Bundeskartellamt stimmte am 30. September 2019 der Übernahme zu.
In einem medial kritisch rezipierten Essay erläuterten Silke und Holger Friedrich am 8. November 2019, sie betrachteten den Kauf der Zeitung als einen „Beitrag bürgerlichen Engagements“ und als „einen Beitrag zur außerparlamentarischen Opposition in neuem Format, auch im Sinne bürgerlicher Selbstermächtigung“.
Ausgelöst durch Recherchen der Welt erklärte Holger Friedrich am 15. November 2019, Ende der 1980er Jahre eine Verpflichtungserklärung gegenüber der Stasi unterschrieben zu haben. Kurz darauf wurde die Zeitung kritisiert, einen „Jubelbericht“ über ein ostdeutsches Biotech-Unternehmen geschrieben zu haben, bei dem Verleger Holger Friedrich als Aktionär beteiligt ist und im Aufsichtsrat sitzt. Das Unternehmen soll ihm laut Spiegel 2018 für die Tätigkeit als Aufsichtsratsmitglied eine Vergütung von 23.000 Euro gezahlt haben. Durch seinen Anwalt habe Friedrich auf Anfrage ausrichten lassen, er sehe „gegenwärtig keine Veranlassung, sich zu geschäftlichen Interna zu äußern“. Als Reaktion auf die Recherchen um die Stasi-Tätigkeiten Friedrichs erklärte die Chefredaktion in einer Stellungnahme am 15. November 2019 ihre Unabhängigkeit und betonte die Absicht, sich „sachlich und angemessen mit der Situation“ auseinanderzusetzen und weiterhin einen „Beitrag zur Aufarbeitung der DDR-Geschichte“ zu leisten. Nach einer Untersuchung der Täter- und Opferakte Friedrichs durch Marianne Birthler und Ilko-Sascha Kowalczuk veröffentlichten die Berliner Zeitung und die Robert-Havemann-Gesellschaft Mitte Dezember 2019 den 26-seitigen Untersuchungsbericht, in dem Birthler und Kowalczuk für eine Offenlegung aller Akten plädierten und darauf verzichteten, den sich „aus den Unterlagen ergebenden Befund politisch oder moralisch zu bewerten und ihm damit quasi ein Etikett zu verpassen“. Fortan werde die Zeitung das Thema in „einer adäquaten Aufarbeitung der DDR-Geschichte publizistisch und mit Diskussions-Veranstaltungen […] begleiten“.

Logo seit 2024

Im April 2023 erhielt Friedrich nach eigenen Angaben von Julian Reichelt interne Informationen über seine frühere Arbeit beim Springer-Verlag. Diese Informationen wurden, laut Friedrich, nach Entscheidung der Chefredaktion der Berliner Zeitung nicht journalistisch genutzt, das Material vernichtet. Über den Vorgang informierte Friedrich den Springer-Chef Mathias Döpfner persönlich. Mehrere Medien kommentierten, Friedrich habe damit gegen den Quellenschutz verstoßen. Der Medienwissenschaftler Volker Lilienthal führte im Deutschlandfunk aus, es handle sich um einen Tabubruch, es dürfe beim Informantenschutz keine Abstriche geben, da er die Pressefreiheit garantiere. Auch habe Friedrich seiner eigenen Zeitung „einen Bärendienst“ erwiesen, „denn wer wird sich in Zukunft noch an die Berliner Zeitung wenden, wenn man damit rechnen muss, dass es irgendwohin weitergegeben wird?“ Chefredakteur Tomasz Kurianowicz versicherte, die Zeitung biete Quellenschutz. Friedrich habe als Unternehmer und Verleger gehandelt, und „die unternehmerische und redaktionelle Perspektive im Fall Julian Reichelt versus Axel Springer sind demnach verschieden“.
Ende 2023 hat sich Holger Friedrich zum Geschäftsführer des Verlages gemacht. Die verlagseigene Druckerei wurde geschlossen. Seit 2024 wird die verbliebene Auflage in Dresden bei der DDV Druck GmbH gedruckt.
Im Mai 2025 gab er bekannt, dass die Zeitung und der Verlag profitabel seien. 2024 habe das EBIT 1,4 Mio. Euro betragen.
Die Berliner Zeitung hat eine Kooperation mit dem Magazin Cicero.

## Präsenz

### Auflage Berliner Zeitung
Die verkaufte Auflage sank von 216.603 Exemplaren im ersten Quartal 1998 auf 65.470 (Sa/So) und 63.217 (Mo–Fr) Exemplare im ersten Quartal 2023.
Seit 2021 werden die Auflagenzahlen nicht mehr an die Informationsgemeinschaft zur Feststellung der Verbreitung von Werbeträgern gemeldet. Seitdem beruhen veröffentlichte Auflagenzahlen ausschließlich auf nicht überprüfbaren Eigenangaben des Verlags.

(bis 4/2020) 
| 1998   | 1999   | 2000   | 2001   | 2002   | 2003   | 2004   | 2005   | 2006   | 2007   | 2008   | 2009   | 2010   | 2011   | 2012   | 2013   | 2014   | 2015   | 2016   | 2017  | 2018  | 2019  | 2020  | 2021 | 2022 | 2023 | 2024 |
| ------ | ------ | ------ | ------ | ------ | ------ | ------ | ------ | ------ | ------ | ------ | ------ | ------ | ------ | ------ | ------ | ------ | ------ | ------ | ----- | ----- | ----- | ----- | ---- | ---- | ---- | ---- |
| 208019 | 210994 | 204576 | 197015 | 190040 | 192176 | 187611 | 186503 | 184491 | 177303 | 172874 | 164559 | 143707 | 142090 | 132674 | 126820 | 118439 | 110956 | 101272 | 92263 | 90169 | 83690 | 83816 |      |      |      |      |

### Internetauftritt berliner-zeitung.de
Die Zahl der angemeldeten digitalen Nutzer stieg dagegen stark an: auf 6,9 Mio.; zusätzlich auf Instagram: 104.400 Abonnenten und 311.000 Abonnenten bei Facebook. (Die digitalen Zahlen zusammen mit Berliner Kurier).

### Erscheinungsbild
Die Berliner Zeitung verwendet die Walbaum als Font für Überschriften.

## Organisation

### Standort

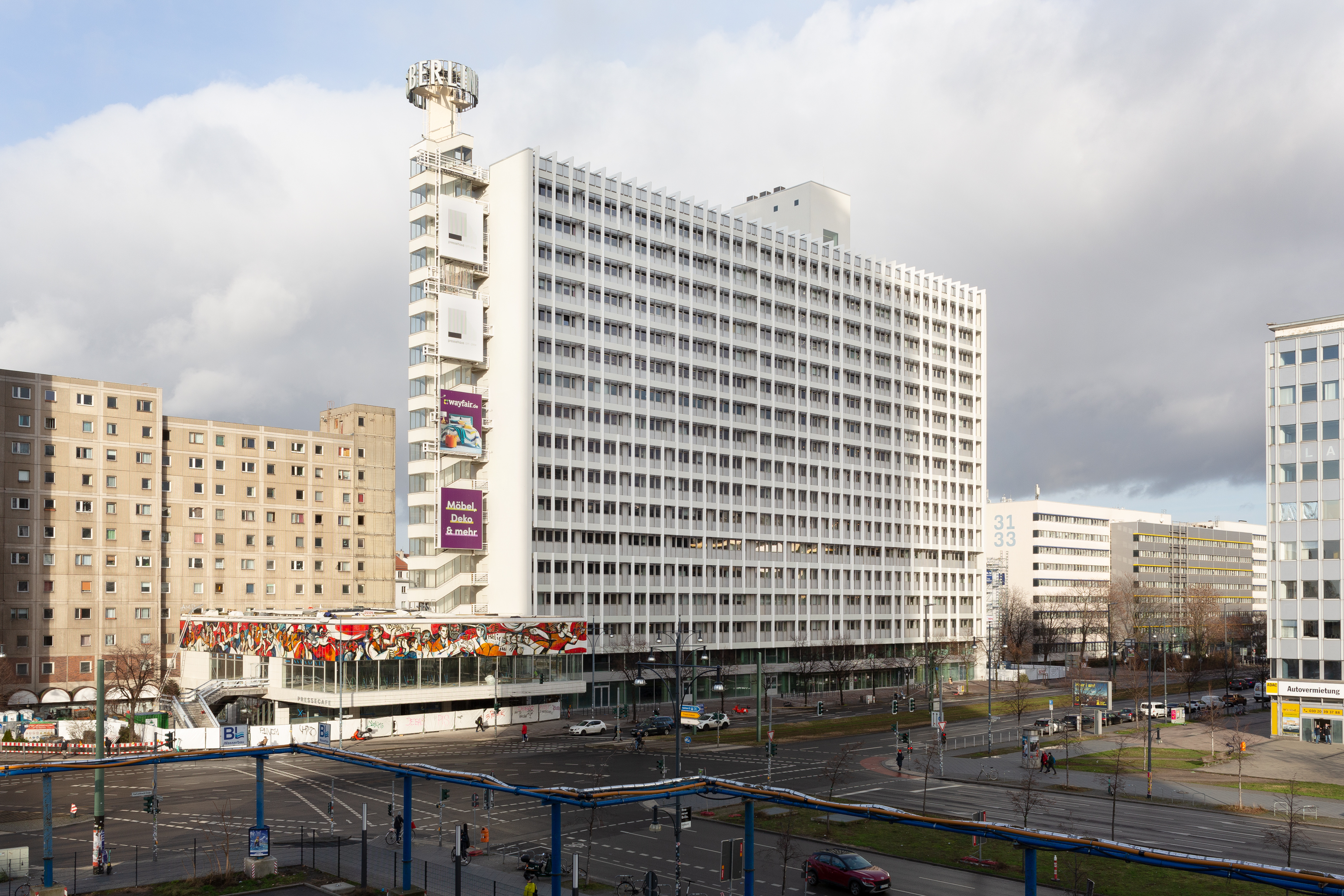
Haus des Berliner Verlages, Sitz der Redaktion

Die Redaktion der Berliner Zeitung war bis 2017 im Haus des Berliner Verlages am Alexanderplatz ansässig und hatte danach ihren Sitz unter anderem im Feratti-Gebäude in Berlin-Kreuzberg nahe dem Spittelmarkt. Im März 2023 wurde wieder das in der Zwischenzeit sanierte und baulich erweiterte Haus des Berliner Verlages bezogen.

### Herausgeber
Am 1. November 2019 wurde Michael Maier Herausgeber der Berliner Zeitung und Vorsitzender der Geschäftsführung des Berliner Verlags. Mit dem Eigentümerwechsel wurden Website-Design und -Infrastruktur überarbeitet.

### Chefredakteure
| Mai–Juli 1945       | Oberst Alexander Kirsanow |
| Juli 1945–Mai 1949  | Rudolf Herrnstadt         |
| Mai–Juli 1949       | Gerhard Kegel             |
| Juli–September 1949 | Georg Stibi               |
| 1949–1955           | Günter Kertzscher         |
| 1955–1957           | Erich Henschke            |
| 1957–1961           | Theo Grandy               |
| 1961–1962           | Frank-Joachim Herrmann    |
| 1962–1965           | Joachim Herrmann          |
| 1965–1972           | Rolf Lehnert              |
| 1972–1989           | Dieter Kerschek           |
| 1989–1996           | Hans Eggert               |
| 1996–1998           | Michael Maier             |
| 1999–2001           | Martin E. Süskind         |
| 2002–2006           | Uwe Vorkötter             |
| 2006–2009           | Josef Depenbrock          |
| 2009–2012           | Uwe Vorkötter             |
| 2012–2016           | Brigitte Fehrle           |
| 2016–2020           | Jochen Arntz              |
| 2020                | Matthias Thieme           |
| seit 2022           | Tomasz Kurianowicz        |

### Umsatz
Seit 2021 meldet die Geschäftsführung der Berliner Zeitung ein positives Geschäftsergebnis.

## Preisträger bei Journalistenpreisen
Theodor-Wolff-Preis:

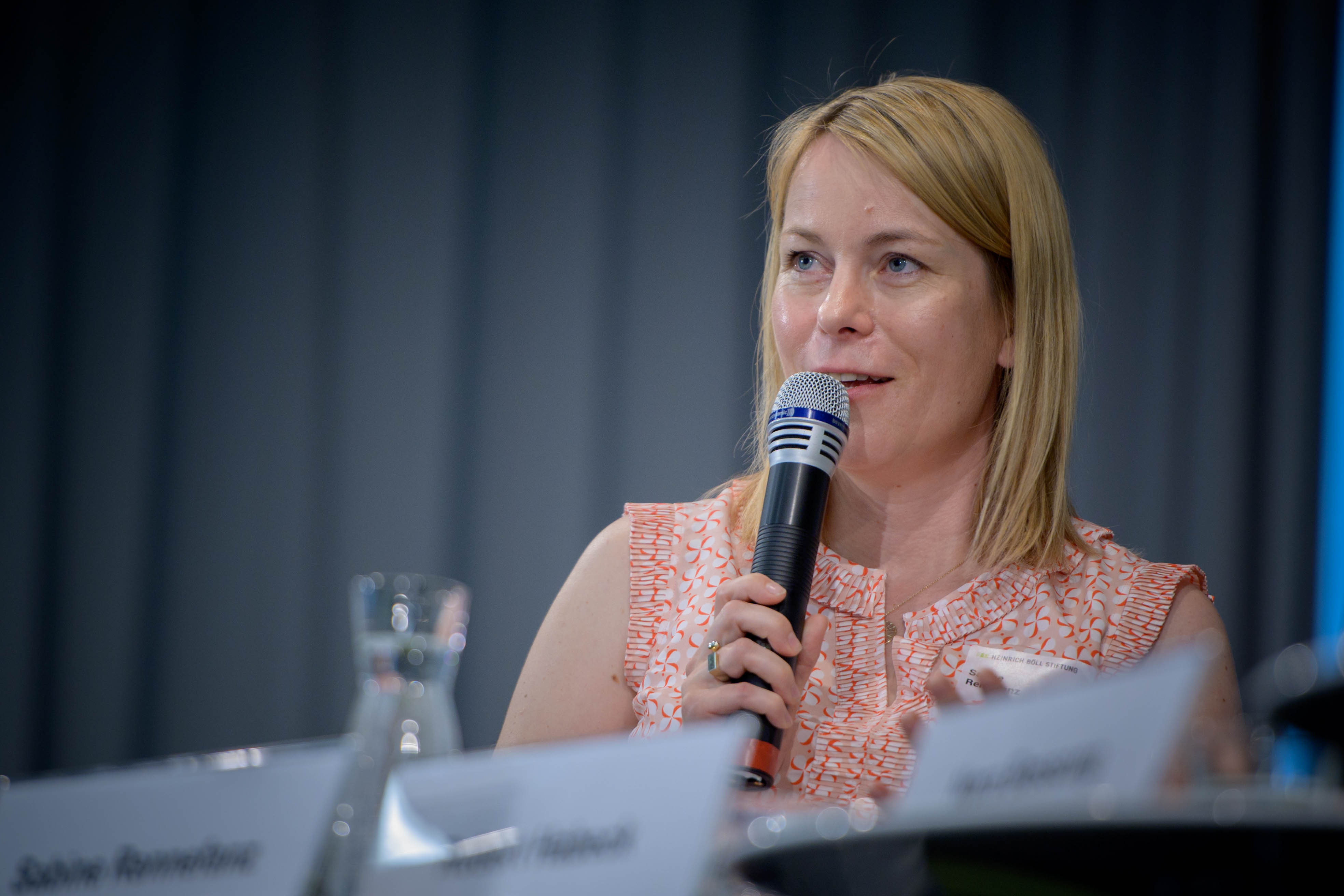
Sabine Rennefanz, Autorin der Berliner Zeitung von 2001 bis 2021

- 1995 Alexander Osang, 1997 Andreas Wenderoth, 2001 Silke Lambeck, 2002 Regine Sylvester, 2003 Birgit Walter, 2004 Jochen-Martin Gutsch, 2006 Maxim Leo, 2010 Sabine Rennefanz, 2011 Mely Kiyak, 2017 Anja Reich, 2018 Anna Lena Masken, 2022 Ingo Meyer

Deutscher Reporterpreis:
- 2012 Sabine Rennefanz & Anja Reich

Axel Springer Preis für jungen Journalismus:
- 2001 Henning Sußebach

Wächterpreis der deutschen Tagespresse:
- 2002 Ewald B. Schulte, 2004 Jens Weinreich

Marion-Dönhoff-Förderpreis:
- 2011 Ronny Blaschke

Helmut-Schmidt-Journalistenpreis:
- 2015 Jonas Rest & Eva Roth

## Rezeption

### Russland-Nähe
Die Zeitung wird für ihre Haltung gegenüber Russland kritisiert. Der russische Botschafter in Deutschland, Sergei Jurjewitsch Netschajew, wurde mehrmals von der Zeitung interviewt und schrieb Gastkommentare. Der ukrainische Botschafter in Deutschland, Oleksij Serhijowytsch Makejew, wirft dem Blatt vor, ihn auf X, vormals Twitter, regelmäßig bei Artikeln zu markieren, „die selbst die russische Botschaft gerne teilt – so sehr werden dort Realität und Wahrheit über den russischen Angriffskrieg verdreht.“ Am 9. Mai 2023 nahmen zum „Tag des Sieges“ der Geschäftsführer Holger Friedrich und Herausgeber Michael Maier an einem Empfang in der russischen Botschaft in Berlin teil, über den Maier einen Artikel schrieb. Teilnahme und Artikel, welcher als undifferenziert und Pro-Putin bezeichnet wurde, stießen auf breite Kritik.

### Vorwurf der Verharmlosung des Putschversuchs der Patriotischen Union
Die Zeitschrift Der Spiegel warf der Berliner Zeitung nach dem Bekanntwerden des geplanten Putsches und der damit zusammenhängenden Anschlagspläne auf den Bundestag durch die Patriotische Union Verharmlosung vor.